# Lista bisericilor ortodoxe din București
Această listă prezintă bisericile ortodoxe din București, pentru o listă a bisericilor celorlalte culte vezi Listă de biserici din București.

## A
- Biserica 23 August, Hram Sfântul Nicolae, Str. Tufănica nr. 5, sector 3[1]
- Biserica Acoperământul Maicii Domnului - Titan, Hramuri: Acoperământul Maicii Domnului și Sfinții făr' de arginți Cosma și Damian, Str. Prisaca Dornei nr.1-3, sector 3[2]
- Biserica Adormirea Maicii Domnului, Hram Adormirea Maicii Domnului, Str. Sapienței nr. 5, sector 5
- Biserica Adormirea Maicii Domnului - Giulești Construită în 1900, hram Adormirea Maicii Domnului, Calea Giulești nr. 236-238, sector 6
- Biserica Adormirea Maicii Domnului - Malaxa, strada Nicolae Rosu, sectorul 2[3]
- Biserica Adormirea Maicii Domnului - Titan, B-dul 1 Decembrie 1918, nr. 21 A, sectorul 3 [4]
- Biserica Adormirea Maicii Domnului - Vatra Luminoasă, hramuri: Adormirea Maicii Domnului si Acoperamantul Maicii Domnului, strada Tony Bulandra, cartierul Vatra Luminoasa, Sectorul 2 [5]
- Biserica Albă, ridicată în 1602, hram Sfântul Nicolae,  Calea Victoriei nr. 110, sector 1
- Biserica Alexe, Calea Serban Voda nr. 123[6]
- Biserica Amzei, hram: Sfântul Nicolae, Str. Biserica Amzei nr. 12, sector 1[7][8]
- Biserica Andronache, Hram Sfântul Gheorghe, Str. Periș nr. 10, sector 2
- Biserica Apărătorii Patriei I, Construită în 1935, Hram Sfântul Nicolae, Str. Panselelor nr. 31, sector 4
- Biserica Apărătorii Patriei II, Construită în 1947, hram Sf. Ambrozie, Adormirea Maicii Domnului și Sf. Ioan Botezătorul, Str. Lunca Bârzești nr. 1, sector 4[9]
- Biserica Apostol Tabaci, Atestată în 1642; hram Sfinții Împărați Constantin și Elena, Sfinții Apostoli Petru și Pavel, Sfânta Filofteia, Sfântul Nicolae, b-d Mircea Vodă nr. 143, sector 3[10]

## B
- Biserica Bălăneanu - Iancu Nou, ctorită la 1827 de către boierul Bălăneanu, hram Sfântul Nicolae și Sfântul Haralambie. Șos. Mihai Bravu nr. 117-119, sector 3 , Tel. 337.08.37 [11]
- Biserica Băneasa, Hram Sfântul Nicolae, Str. Neagoe Voda nr. 20, sector 1
- Biserica Bărbătescu Nou, Hram Schimbarea la Față, Str. Cuțitul de Argint nr. 1, sector 4[12]
- Biserica Bariera Rahovei, Hram Cuvioasa Parascheva cea Nouă de la Iași, Șos. București-Măgurele nr. 3, sector 5
- Biserica Basilescu, Hram Sfântul Nicolae și Sfânta Ecaterina, B-dul Bucureștii Noi, Nr. 116, sectorul 1[13]
- Biserica Batiștei, Str. Batiștei nr. 19, sector 2[14][15][16]
- Biserica Belvedere hramuri: Sfinții Apostoli Petru și Pavel, Sfânta Mare Muceniță Ecaterina, Situată în partea de nord-vest a capitalei, pe malul stâng al Dâmboviței, în mijlocul cartierului studențesc Regie[17][18][19]
- Biserica Boteanu, Hram Sfântul Gheorghe, Sfânta Muceniță Varvara, Str. Boteanu nr. 8, sector 1
- Biserica Bucur, Str. Radu Voda nr. 33
- Biserica Bumbăcari, Str. Toporași nr. 70, sector 5
- Biserica Buna Vestire - Giulești, Calea Giulești nr. 111A, sector 6
- Biserica Buna Vestire - Belu, Hram Buna Vestire, Șos. Giurgiului nr. 29A, sector 4

## C
- Biserica Cașin, Bd. Mărăști nr. 16, sector 1[20]
- Biserica Căldăraru, Str. Tineretului nr. 14, sector 4
- Biserica Cărămidarii de jos, Calea Piscului nr. 3, sector 4[21]
- Biserica Cărămidarii de sus, Șos. Grozăvești nr. 7, sector 6[22]
- Biserica Ceauș Radu [23][24]
- Biserica Colentina - Sfânta Vineri, Str. Gherghiței nr. 2, sector 2[25]
- Biserica Colțea, Bd. I. C. Brătianu nr. 1
- Biserica Constantin Brâncoveanu, Construită în 1949, hram Sfinții Împărați Constantin și Elena, Str. Constantin Brâncoveanu nr. 5, sector 4
- Biserica Costească, Str. Navigației nr. 54, sector 1
- Biserica cu Sfinți, Calea Moșilor nr. 79/Str. Sfinților nr. 12[26]
- Biserica Cuibul cu Barză, Str. Știrbei Vodă nr. 99bis, sector 1[27][28]
- Biserica Curtea Veche, Str. Franceză nr. 33/Str. Șepcari nr. 22bis
- Biserica Cuțitul de Argint, Str. Cuțitul de Argint nr. 1[29][30]
- Biserica Cuviooasa Parascheva, hram Buna Vestire, Cuvioasa Parascheva de la Iași, Str. Soldat Minca Dumitru nr. 27, sector 4
- Catedrala Mântuirii Neamului Românesc - Biserică proiectată încă neexecutată

## D
- Biserica Dămăroaia, Str. Victor Daimaca nr. 1, sector 1
- Biserica Delea Nouă - Calist, Str. Delea Nouă nr. 1, sector 3[31]
- Biserica Delea Veche, Str. Delea Veche nr. 29A, sector 2[32]
- Biserica Dichiu, Construită în 1775, hram Adormirea Maicii Domnului și Sf. Nicolae, Str. Icoanei nr. 73, sector 2
- Biserica Dintr-o Zi (Biserica Sfântul Nicolae Dintr-o Zi), Str. Academiei nr. 22, sector 3[33][34][35][36]
- Biserica Doamna Ghica - Tei, Str. Doamna Ghica nr. 1-3 [37]
- Biserica Doamna Oltea, hramuri: Sfanta Cuvioasa Parascheva, Sfantul Cuvios Antonie Cel Mare si Schimbarea la Fata a Domnului, strada Barbu Vacarescu, sectorul 2 [38][39][40]
- Biserica Doamnei, Calea Victoriei nr. 28, sector 3[41]
- Biserica Doamnei Maria și a Doamnei Stana
- Biserica Dobroteasa, Construita in 1887, Bd. Mircea Voda nr. 35A, sector 3
- Biserica Domnița Bălașa, Str. Sf. Apostoli nr. 60
- Biserica Drumul Taberei - Sfânta Vineri, biserică din lemn adusă din Bucovina in 1998, hram Sfânta Paraschieva, Sfânta Treime, Str. Brasov nr. 21C (Drumul Taberei), sector 6 , Tel. 746.44.44 [42][43][44]
- Biserica Dudești-Cioplea, Hram Adormirea Maicii Domnului, Bd. Camil Ressu nr. 38A, sector 3
- Mănăstirea Duminica Sfinților Români, Șoseaua Olteniței nr. 255 [45]
- Biserica Militară Sfântul Mare Mucenic Dimitrie, Izvorâtorul de Mir, Capela Universității Naționale de Apărare, Sector 5, Cotroceni, Str. Prof. Dr. Rainer.

## E
- Biserica Enei (demolată în 1977)[46]
- Biserica Eroilor, Str. Popa Șapcă nr. 1, Voluntari
- Biserica Eroilor Martiri, Calea Șerban Vodă, nr. 237, sector 4, București [47][48][49]

## F
- Biserica Flămânda, Str. Olimpului nr. 17
- Biserica Foișor, ctitorită la 1746 de către Smaranda Mavrocordat, hram Nașterea Maicii Domnului, Str. Foișorului nr. 119, sector 3[50][51]
- Biserica Fundenii Doamnei, Șos. Fundeni nr. 138/Str. Teiului nr. 1

## G
- Biserica Galilea - Străulești, Str. Nazarcea nr. 3, sector 1
- Biserica Sfânta Treime „Ghencea” din București,  Calea 13 Septembrie nr. 211, sector 5
- Biserica Ghencea - Nașterea Domnului, Str. Mărgeanului nr. 107, sector 5

## H
- Biserica Hagiu, hramuri: Adormirea Maicii Domnului, Sfantul Grigorie Decapolitul, Sfanta Cuvioasa Parascheva, Sfantul Nicolae, Str. Traian nr. 142, sector 2[52]
- Biserica Herăstrău, Ridicată la 1886, hram Sfintii Apostoli Petru si Pavel, Str. Nicolae Caramfil nr. 26, sector 1[53]

## I
- Biserica Iancu Nou, Șos. Mihai Bravu nr. 117-119, sector 2
- Biserica Iancu Vechi, Str. Mătăsari nr. 39, sector 2
- Biserica Icoanei, Str. Icoanei nr. 12, sector 2[54][55][56][57]
- Biserica Înălțarea Domnului, Ridicată în 1743, hram Înălțarea Domnului, Sfinții Martiri Constantin Brâncoveanu și cei 4 fii ai săi, Calea Rahovei nr. 1, sector 4
- Biserica Înălțarea Domnului Aleea Valea Boteni nr. 7, sector 5
- Biserica Izvorul Nou, Ctitorită la 1825, hram Izvorul Tămăduirii, Șos. Mihai Bravu nr. 311, sector 3
- Biserica Izvorul Tămăduirii - Mavrogheni, Str. Monetăriei nr. 4/Sos. Kiseleff[58]

## K
- Biserica Kretzulescu, Calea Victoriei nr. 47, sector 1

## L
- Biserica Lucaci - Sfântul Stelian, Ctitorită în 1736 de către Mitropolitul Ștefan al Țării Românești, hram Sfântul Ierarh Nicolae, Str. Logofatul Udriște nr. 6-8, sector 3[59][60]

## M
- Biserica Manea Brutaru - Str. General Budișteanu nr. 4-6
- Biserica Mărțișor - Str. Mărțișor nr. 63, sector 4
- Biserica Mântuleasa, Str. Mântuleasa nr. 20, sector 2[61][62]
- Biserica Manu Cavafu, ridicată de către Manu Cavafu la 1815, hram Sfinta Treime, Bd. Gheorghe Șincai nr. 4, sector 4
- Biserica Mărcuța, Str. Biserica Mărcuța nr. 8, sector 2
- Biserica Mavrogheni, Str. Monetăriei nr. 4, sector 1[63]
- Biserica militară „Sfântul Mare Mucenic Mina”[64]
- Biserica Miron Patriarhul, Str. Iani Buzoiani nr. 2[65]
- Mănăstirea Antim, Str. Mitropolit Antim Ivireanul nr. 29, sector 4
- Mănăstirea Cernica, Șos. Cernica nr. 16, comuna Cernica, judetul Ilfov
- Mănăstirea Christiana, Șos. Pipera, nr. 49, sector 2, oficiul poștal 30, cod poștal 014254[66][67]
- Mănăstirea Mihai Vodă. Str. Sapienței nr. 35, sector 5, hramul Sfântul Nicolae; Icoana Maicii Domnului Îndrumătoarea.
- Mănăstirea Pasărea, Sat Pasărea, judetul Ilfov, Oficiul 36, cod 077032
- Mănăstirea Plumbuita, Str. Plumbuita nr. 58, sector 2

## N
- Biserica Nașterea Maicii Domnului - Floreasca, Calea Dorobanți nr. 166-168 [68]
- Biserica Nașterea Maicii Domnului - Sfinții Împărați Constantin și Elena - Sfântul Mucenic Emilian de la Durostorum, str. Târgu Neamț nr. 12 C, cartierul Drumul Taberei [69][70]
- Biserica Negustori, datând din 1655, iar în forma actuală datând din 1726, hram Sfântul Nicolae, Str. Teodor Ștefănescu nr. 5, sector 3

## O
- Biserica Oborul Nou, Ridicată la 1854, hram Sfinții Împărați Constantin și Elena, Adormirea Maicii Domnului, Str. Avrig nr. 21, sector 2[71]
- Biserica Oborul Vechi, Str. Traian nr. 204, sector 2[72]
- Biserica Olari Str. Olari nr. 8A [73][74][75][76]
- Biserica Oțetari, Str. Oțetari nr. 4, sector 2

## P
- Biserica Parcul Rahova, Str. Iacobeni nr. 39, sector 5
- Catedrala Patriarhală din București, Dealul Mitropoliei nr. 21
- Biserica Pitar Moș, Str. Dionisie Lupu nr. 45, sector 2[77]
- Biserica Podeanu, Str. Dornei nr. 70, sector 1[78][79][80][81]
- Biserica Pogorârea Sfântului Duh - Sfântul Nicolae - Militari, www.sf-nicolae-militari.ro, Str. Politehnicii nr. 7, sector 6[82]
- Biserica Pogorârea Sfântului Duh - Titan[83][84]
- Biserica Popa Chițu, construită în 1813, hram Sfântul Spiridon și Sf. Grigore Teologul, Str. Logofăt Luca Stroici nr. 33, sector 2
- Biserica Popa Nan, Str. Popa Nan nr. 47bis[85][86]
- Biserica Popa Rusu, Str. Arcului nr. 15, sector 2[87]
- Biserica Popa Soare, Str. Dr. Burghele nr. 7, sector 2
- Biserica Popa Tatu, Str. General Berthelot nr. 51, sector 1[88]
- Biserica Precupeții Noi, Str. General Ernest Brosteanu nr. 12
- Biserica Precupeții Vechi - Biserica Tuturor Sfinților, Ridicată la 1773, hram Toți Sfinții, Str. Toamnei nr. 92, sector 2[89][90][91]

## R
- Mănăstirea Radu Vodă, Str. Radu Vodă nr. 24A, sector 4.
- Biserica Răzvan, Intrarea Biserica Răzvan nr. 3-5 [92]

## S
- Biserica Sapienței, Str. Sapienței nr. 3-5, sector 5[93]
- Biserica Scaune, Str. Scaune nr. 2, sector 3[94]
- Biserica Schitu Măgureanu, Str. Schitu Măgureanu nr. 14
- Biserica Schitul Darvari - Ctitorită în 1834 de Mihail Darvari și soția sa Elena, hramul Învierea Sfântului Lazăr, Sfinții Împărați Constantin și Elena, Sfinții Voievozi Mihail si Gavril, Str. Schitul Darvari nr. 3, sector 2
- Biserica Schitul Maicilor, Str. Mitropolit Antim Ivireanul nr. 29, sector 4
- Biserica Șerban Vodă, Ridicată la 1940, hram Sfântul Ierarh Nicolae și Adormirea Maicii Domnului, Str. Petre Tutea nr. 1, sector 4
- Biserica Sfânta Ecaterina Str. Sfânta Ecaterina nr. 7, sector 4
- Biserica Sfânta Ecaterina, Str. Ostrov nr.11, sector 5 (Parohia Belu Pieptanari)
- Biserica Sfânta Maria, Str. Trifești nr. 2, sector 1
- Biserica Sfânta Treime - Tei [95]
- Biserica Sfânta Sofia - Floreasca, Calea Floreasca nr. 216, sector 1[96]
- Biserica Sfânta Vineri - Pajura, Str. Băiculești nr. 27, sector 1
- Biserica Sfânta Vineri - Berceni[97][98][99]
- Biserica Sfânta Vineri Nouă, Sos. Nicolae Titulescu nr. 157, sector 1
- Biserica Sfântul Alexandru - Colentina[100]
- Biserica Sfântul Andrei, Șos. Chitilei nr. 138, sector 1
- Biserica Sfântul Andrei - Parva, hram Sfântul Andrei, Aleea Parva nr. 1B (Drumul Taberei), sector 6[101]
- Biserica Sf. Apostol Andrei, Str. Boja, nr. 73, sector 6
- Biserica Sfântul Anton - Curtea Veche, ctitorită în 1558 de către Mircea Ciobanul și refăcută în 1715 de Ștefan Cantacuzino, hramuri Sfântul Anton și Buna Vestire, Str. Franceză nr. 33, sector 3[102]
- Biserica Sfântul Antonie - Colentina, Str. Trei Scaune nr. 20, sector 2 , Tel. 0744.643.033 [103]
- Biserica Sfântul Antonie cel Mare, Str. Jean Steriadi nr. 19A, sector 3[104]
- Biserica Sfântul Antonie cel Mare - Măicăneasa [105]
- Biserica Sfinții Arhangheli - Gherghiceanu[106]
- Biserica Sfinții Atanasie și Chiril, ridicată de Mircea cel Bătrân în 1416; hram Sfântul Atanasie și Sfântul Chiril, Str. Radu Voda nr. 33, sector 4[107]
- Biserica Sfinții Epictet și Astion din Cimitirul Izvorul Nou[108]
- Biserica Sfinții Trei Ierarhi - Fundeni [109]
- Biserica Sfântul Calinic Str. Campia Libertatii nr. 62, sector 3
- Biserica Sfântul Biserica Sfântul Corneliu Sutașul - Balta Albă[110]
- Biserica Sfântul Daniil Sihastrul, Str. Covasna nr. 23-25, Sector 4
- Biserica Sfântul Dumitru, Șos. Colentina nr. 13[111][112]
- Biserica Sfântul Dumitru - Poștă / Biserica Sfântul Dumitru a jurământului, Strada Sfântul Dumitru 1, Str. Postei nr. 2, Str. Franceză nr. 2[113][114]
- Biserica Sfântul Elefterie Nou din București, construită în 1935, hramul Sf. Mucenic Elefterie, Str. Sf. Elefterie nr. 1, sector 5
- Biserica Sfântul Elefterie Vechi, Str. Sf. Elefterie nr. 15C
- Biserica Sfântul Gheorghe - Capra, Str. Fântânica nr. 2/Sos. Pantelimon nr. 131[115][116][117]
- Biserica Sfântul Gheorghe Nou, Construită de Constantin Brâncoveanu, Blv. I. C. Brătianu nr. 1, sector 3
- Biserica Sfântul Gheorghe - Plevna Calea Plevnei nr. 122, sector 5[118][119]
- Biserica Sfântul Gheorghe Vechi, construită în 1492, hram Sfântul Gheorghe, Calea Mosilor nr. 36, sector 3[120]
- Biserica Sfântul Gheorghe - Grivița, hram Sfântul Gheorghe, Calea Grivitei nr. 218, sector 1
- Biserica Sfântul Gheorghe - Progresul, hram Sfântul Gheorghe. Șos. Giurgiului nr. 253, sector 4
- Biserica Sfântul Grigorie Palama, paraclis al Universității Politehnice din București[121][122][123]
- Biserica Sfântul Ilie - Rahova, ctitorită la 1706 de Safta Brâncoveanu, hram Sfântul Prooroc Ilie, Str. Sfinții Apostoli nr. 1, sector 4[124][125]
- Biserica Sfântul Ilie Gorgani, hram Sfântul Prooroc Ilie, Str. Silfidelor nr. 5, sector 5[126][127][128][129]
- Biserica Sfântul Ilie - Titan, hram Sfântul Prooroc Ilie Tesviteanul, Str. Sold. Stelian Mihale nr.14 - 20, sector 3[130]
- Biserica Sfântul Ioan Botezătorul - Ferentari, Calea Ferentarilor nr. 121, sector 5
- Biserica Sfântul Ioan Botezătorul - Parc Plumbuita, Mănăstirea Plumbuita, Str. Plumbuita nr. 58, sector 2 [131]
- Biserica Sfântul Ioan Botezătorul - Pantelimon, Șos. Pantelimon nr. 256, sector 2[132]
- Biserica Sfântul Ioan Botezătorul - Piața Unirii[133][134]
- Biserica Sfântul Ioan Hozevitul din cartierul Balta Albă - Titan [135]
- Biserica Sfântul Ioan - Moși, Calea Moșilor (în spatele blocului 55bis, nr. 257) [136]
- Biserica Sfântul Ioan Nou, Bd. I.C. Brătianu nr. 39, sector 3[137][138]
- Biserica Sfântul Mare Mucenic Mercurie, Str. Constantin Brâncuși nr. 11, sector 3[139]
- Biserica Sfântul Mina - Vergu, Str. F. Robescu nr. 18A, sector 3[140][141][142][143][144][145]
- Biserica Sfântul Nicodim - Protoieria III [146]
- Biserica Sfântul Nicolae - Balta Albă, Bd. Basarabia nr. 222, sector 2, Tel. 340.22.80 [147][148]
- Biserica Sfântul Nicolae - Băneasa, Ctitorie din 1763 a boierilor Văcărești, hram Sfântului Nicolae, Șos. București - Ploiești 6-8, sector 4[149][150]
- Biserica Sfântul Nicolae - Buzești - Str. Buzești nr. 25
- Biserica Sfântul Nicolae - Ion Creangă [151]
- Biserica Sfântul Nicolae - Negustori, Strada Theodor Ștefănescu nr. 5
- Biserica Sfântul Nicolae Șelari Strada Blănari nr. 16, sector 3
- Biserica Sfântul Nicolae Șelari Vlădica hram Sfântul Nicolae, Str. Justitiei nr. 34, sector 4[152][153]
- Biserica Sfântul Nicolae Tabacu, Calea Victoriei nr. 180 [154]

Biserica Sfântul Pantelimon, București, Str. Iancu Căpitanu nr. 24

- Biserica Sfântul Pantelimon, Str. Iancu Căpitanu nr. 24, sector 2[155][156][157][158]
- Biserica Sfântul Silvestru, Str. Silvestru nr. 36, sector 2
- Biserica Sfântul Spiridon Nou, Calea Șerban Vodă nr. 29, sector 4
- Biserica Sfântul Spiridon Vechi, Piața Națiunile Unite nr. 5-7, sector 4[159][160][161][162][163][164]
- Biserica Sfântul Ștefan, Calea Călărași nr. 83, sector 3
- Biserica Sfântul Vasile cel Mare - Victoria (Biserica Sfintei Cruci și a Sfântului Vasile cel Mare - Victoria), Calea Victoriei nr. 198, sector 1. Hramul istoric este Sfântul Ierarh Vasile cel Mare, iar cel de-al doilea hram adoptat este Înălțarea Sfintei Cruci.[165][166][167]
- Biserica Sfântul Vasile-Cotroceni, Drumul Taberei/Drumul Sării/Str. Răzoare[168]
- Biserica Sfântul Visarion, str. Visarion nr. 14, sector 1[169]
- Biserica Sfinții Apostoli Petru și Pavel, Str. Sfinții Apostoli nr. 33A, sector 4[170][171]
- Biserica Sfinții Apostoli Petru și Pavel - Baicului [172]
- Biserica Sfinții Chiril și Metodiu, bulevardul Mărăști, nr. 59, sector 1
- Biserica Sfinții Împărați Constantin și Elena, Str. Sf. Constantin nr. 33, sector 1[173][174]
- Biserica Sfinții Împărați Constantin și Elena și Cuvioasa Parascheva, Bd. Muncii nr. 2[175]
- Biserica Sfinții Mucenici Serghie și Vah de la Palatul Cotroceni[176]
- Biserica Sfinții Trei Ierarhi, Hramul Sfinții Trei Ierarhi, Str. Turnu Măgurele nr. 12, sector 4
- Biserica Sfinții Voievozi - Oțetari [177]
- Biserica Slobozia, Str. Leon Voda nr. 1
- Biserica Spirea Nouă, Str. Puisor nr. 59, sector 5
- Biserica Stavropoleos, Ridicată la 1724, Str. Poștei nr. 6, sector 3

## T
- Biserica Tarca-Vitan, Calea Vitan nr. 142, sector 3
- Biserica Teiul Doamnei - Ghica, Ctitorită de Dimitrie Ghica la 1833, hram Înălțarea Domnului, Contact: Str. Petricani nr. 3, sector 2[178]
- Biserica Tudor Vladimirescu - Ghencea, Ridicată după 1989 alături ctitoria mai veche de la 1945; hram Sfântul Ilie și Sfântul Vasile cel Mare, Str. Floare de Gheața nr. 1, sector 5
- Biserica Tudor Vladimirescu - Rahova, Ctitorită la 1930, hram Sfinții Împărați Constantin și Elena, Adormirea Maicii Domnului, Str. Mărgeanului nr. 2, sector 5
- Biserica Tuturor Sfinților Romani, Aleea Salaj nr. 4, sector 5

## U
- Biserica Udricani, Hram Sfântul Nicolae, Str. Iuliu Barasch nr. 11, sector 3

## V
- Biserica Vovidenia, Str. Garoafei nr. 56, sector 5
- Biserica Sf. Voievozi, Calea Griviței 58 [179]

## Z
- Biserica Zlătari, Calea Victoriei nr. 12

## Biserici ortodoxe străine din București
- Biserica grecească „Buna Vestire”[180][181]
- Biserica bulgară „Sf. Ilie”, Str. Doamnei 20[182]